# Jerarquía de control de riesgos
Jerarquía de control de riesgos es un sistema utilizado en los centros de trabajo para minimizar o eliminar los riesgos laborales, y con ello reducir el número de accidentes y enfermedades de trabajo. Es una técnica básica de seguridad y salud en el trabajo utilizada a nivel mundial. Este sistema se basa en cinco pasos básicos y ordenados jerárquicamente de acuerdo a la prioridad de uso para poder controlar un riesgo.

## Pasos de la jerarquía de control de riesgos
- Eliminación
- Sustitución
- Controles de ingeniería
- Controles administrativos
- Equipo de protección personal